# El poder de las pesadillas
El poder de las pesadillas (del inglés The Power of Nightmares) es un documental de la BBC, escrito y producido por Adam Curtis, parte de la serie de documentales titulada El ascenso de la política del miedo (Inglés: The Rise of the Politics of Fear). El filme consta de tres partes, cada una tiene una hora de duración, y fue transmitido por primera vez a finales de 2004 en el Reino Unido y posteriormente en varios países y exhibido en varios festivales de cine.
El documental compara el ascenso del movimiento neoconservador en los Estados Unidos con el del movimiento radical islamista, sugiriendo que hay una fuerte conexión entre los dos. Más aún, éste argumenta que la amenaza del islamismo radical como una siniestra masiva fuerza de destrucción, especialmente en la forma de Al-Qaeda, es en realidad un mito perpetrado por los políticos de varios países y en particular por los neoconservadores de Estados Unidos con el objetivo de unir e inspirar a la gente ante el fracaso de otras ideologías utópicas.
El poder de las pesadillas ha sido alabado por críticos en Gran Bretaña y los Estados Unidos. Su mensaje y contenido también han sido objeto de crítica por los sectores conservadores y progresistas.